# Вольнов, Геннадий Георгиевич
Генна́дий Гео́ргиевич Вольно́в (28 ноября 1939, Москва, СССР — 15 июля 2008, там же) — советский баскетболист, олимпийский чемпион, чемпион мира, Европы, СССР. Заслуженный мастер спорта СССР (1964).

## Биография
Играть в баскетбол начал в обычной средней школе, где его заметил и стал с ним работать индивидуально прекрасный тренер Виталий Михайлович Ярошевский, впоследствии покинувший Россию.
Под руководством Ярошевского сборная Москвы в 1957 году выиграла Спартакиаду школьников в Риге, и совсем ещё юный Вольнов получил свой первый приз лучшего игрока турнира. В сезоне 1957/58 под руководством А. Н. Давидсона, а затем — В. М. Ярошевского играл за московский «Спартак», тогда — команду высшей лиги; в 1958-70 гг. — за ЦСКА, в 1971 г. — за «Буревестник» (Москва), в 1972 г. — за «Динамо» (Москва).
Ярошевский первым разглядел высокие психодинамические возможности Вольнова: при двухметровом росте он обладал прекрасной координацией, был пластичен, что для центровых 1960-х гг. было весьма необычно. Вольнов был первым и долгое время единственным в Европе игроком с таким широким игровым диапазоном. Он мог сыграть и как легкий центровой, и как крайний нападающий, и как атакующий защитник. Мог проход под щит завершить броском сверху, мог снайперски пробить с прыжка из самого угла площадки (с траекторией, параллельной плоскости щита). Бросок с прыжка у Вольнова тоже был для того времени необычным. Он бросал так, как сейчас бросают лучшие профессионалы из НБА: с «зависанием» в воздухе и фиксацией тела и кисти в высшей точке.
Эпоха Вольнова, казалось, безвозвратно ушла весной 1970 года. Перед отъездом на чемпионат мира в Любляну его в самый последний момент вывели из состава сборной. Тем не менее Владимир Кондрашин через два года после всех этих событий пригласил его в олимпийскую сборную. Из девяти матчей олимпийского турнира, сыгранных сборной СССР, в восьми Вольнов выходил в стартовой пятерке. Вольнов оставил большой баскетбол лишь после того, как поставил золотую точку в своей спортивной биографии, став чемпионом Олимпийских игр в Мюнхене.
Окончил Московский филиал Смоленского института физкультуры (1971), служил преподавателем, заместителем начальника и начальником кафедры физической подготовки и спорта Военной академии химической защиты им. Маршала Советского Союза С. К. Тимошенко (1970—1992). Получил ученое звание доцента, затем — профессора. Полковник в отставке. Член КПСС с 1964 года.
Скончался 15 июля 2008 года в Москве. Похоронен на Востряковском кладбище.
26 ноября 2011 года майка Вольнова под номером 13 была поднята под своды УСК ЦСКА.

## Достижения
Один из самых титулованных игроков отечественного баскетбола.
- Олимпийский чемпион ОИ-72; серебряный призёр ОИ 1960 и 64 гг.; бронзовый — 1968 г.
- Чемпион мира 1967, 3-й призёр — 1963 г.
- 6-кратный чемпион Европы (1959, 1961, 1963, 1965, 1967, 1969).
- 8-кратный чемпион СССР (1959, 61-66, 69), вице-чемпион 1958 г., бронзовый призёр чемпионатов 1967 и 1968 гг.
- Трижды побеждал в турнирах па Кубок европейских чемпионов (в составе ЦСКА) в 1961, 63 и 69 гг.
- Победитель Спартакиады народов СССР 1959, 1963.

## Награды
- Орден Почета
- Орден «Знак Почёта»
- 2 медали «За трудовую доблесть» (16.09.1960, за успешные выступления в XVII летних и VIII зимних Олимпийских играх 1960 года, а также за выдающиеся спортивные достижения[1]; ...)
- Медаль «За трудовое отличие»